# Paphinia vermiculifera
Espèce
Paphinia vermiculifera Gerlach & Dressler est une espèce de plantes à fleurs de la famille des Orchidaceae (les orchidées) et de la sous-tribu des Stanhopeinae, récoltée pour la première fois en 1976 au Panamá. 
La première floraison en culture a eu lieu en juillet 2002. Les fleurs sont verdâtres fortement marquées de pourpre.
Elle se différencie de toutes les autres espèces de Paphinia par des lobes latéraux terminés en crêtes ondulantes sur l'épichile et par deux excroissances en forme de vers à la base du labelle.

## Étymologie
vermiculiferus, a, um adj. latin : qui porte de petits vers. Référence aux deux excroissances du labelle.

## Diagnose
Differt ab omnibus specibus generis Paphiniae lobis lateralibus hypochilii terminantibus super epichilio in crestis undulatis et duibus projectionibus vermiculiferis in baside hypochilii.
- Gerlach & Dressler. Lankesteriana 8 : 27-29, f. 2A-F. 2003.

## Répartition et biotope
La plante type a été récoltée à El Valle de Antón au Panamá dans la province de Coclé à 800-1000 m.
Comme toutes les autres espèces de Paphinia elle vit dans des forêts très humides.

## Culture
L'espèce semble de culture difficile.